# Cleuber Brandão Carneiro
Cleuber Brandão Carneiro (Paratinga, 27 de janeiro de 1940 – Belo Horizonte, 15 de abril de 2024) foi um advogado, professor, produtor rural, comerciante e político brasileiro do estado de Minas Gerais.

## Carreira
Foi vereador de Januária no período de 1972 a 1973 e prefeito da mesma cidade no período de 1973 a 1978. Cleuber Carneiro foi também deputado estadual de Minas Gerais por cinco legislaturas consecutivas, da 9ª à 13ª legislatura (1979 - 1999). Eleito deputado federal por Minas Gerais, para a 51ª e 52ª Legislaturas da Câmara dos Deputados (1999 - 2007).

## Morte
Cleuber morreu no dia 15 de abril de 2024, aos 84 anos.